# Massei
Massei, Mass'ei ou Massè (מסעי — héb pour “étapes,” le second mot et premier distinctif de la parasha) est la 43e section hebdomadaire du cycle annuel de lecture de la Torah, la dixième et dernière du Livre des Nombres.
Elle correspond à Nombres 33:1-36:13. Les Juifs de la Diaspora la lisent généralement en juillet ou en août.
Le calendrier juif luni-solaire comprend jusqu'à 54 semaines, le nombre exact variant selon les années, "pleines" ou "défectives". Dans les années avec plus de semaines (par exemple, 2008), la parashat Matot est lue indépendamment. Dans les années avec moins de semaines (par exemple, 2007 et 2009), la lecture de la Torah combine cette parasha et la précédente, Matot, afin d'atteindre le nombre de lectures hebdomadaires requis.

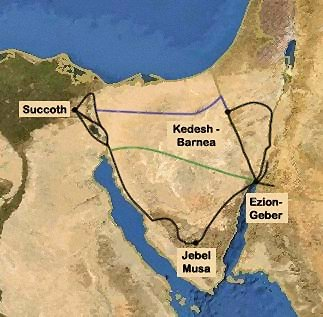
Itinéraires possibles de l'Exode.

## Résumé
Le parcours des enfants d'Israël depuis la sortie d'Égypte jusqu'à l'entrée dans le pays de Canaan est récapitulé avec toutes ses étapes (mass'ei). À la frontière, Dieu prescrit à Moïse les règles de la conquête, les frontières de la terre promise, la répartition des terres entre les tribus, ainsi que les cités à donner aux membres de la tribu de Lévi, ceux-ci n'ayant pas d'autre terre car Dieu est leur héritage. Il faut également établir des villes de refuge, où le meurtrier involontaire doit se rendre afin d'être à l'abri de toute vengeance, en attendant d'être déféré devant un tribunal compétent.
Les filles de Tzelofhad reçoivent également leur part ; les mariages entre tribus sont interdits jusqu'à nouvel ordre, afin de respecter les parts d'héritage.

### Divisions de la parasha lors de la lecture complète
La lecture de la parasha à la synagogue le sabbath est traditionnellement divisée en sept sections, pour lesquelles un membre différent de la congrégation est appelé à lire. La première lecture, le rishon, échoit traditionnellement à un cohen, la seconde, appelée sheni, à un levi, les suivantes à un israël (ni cohen ni levi). La septième section comporte une sous-section, le maftir, qui est lu par la personne qui lira ensuite la haftara.
Les sections de la parashat Massei sont:
- rishon:
- sheni:
- shlishi:
- revi'i:
- hamishi:
- shishi:
- shevi'i:
  - maftir:

### Divisions de la parasha lors de la lecture abrégée
Une lecture publique de la parasha fut instaurée par Ezra le Scribe le lundi et le jeudi à la synagogue. Cette lecture, sensiblement plus courte, ne comprend que trois sections, la première réservée au cohen, la seconde au levi, la troisième à un israël
- Section du cohen: Bemidbar[4]
- Section du levi: Bemidbar[4]
- Section de l'israël: Bemidbar[4]

### Maqam
Un maqam est un système de modes musicaux utilisé dans la musique arabe mélodique classique. Les juifs originaires des pays orientaux (Afrique du Nord, Syrie) s'en sont inspirés, et adaptent la mélodie de la liturgie du Shabbat en fonction du contenu de la parasha de cette semaine. Ils emploient 10 maqam différents, possédant chacun son usage propre.
Le maqam utilisé lors du sabbath au cours duquel on lit la parashat Massei est le Maqam Nawah, concluant le Livre des Nombres, ou le Maqam Saba, du fait de sa ressemblance avec Sebaot, « les armées » mentionnées dans la parasha.

## Commandements
La Torah comporte, selon la tradition rabbinique, 613 prescriptions. Différents sages ont tenté d'en établir un relevé dans le texte biblique.
Selon deux de ces computs les plus célèbres, le Sefer Hamitzvot de Moïse Maïmonide et le Sefer HaHinoukh, la parashat Massei comporte 2 prescriptions positives et 4 négatives:
- Attribuer aux Lévites des villes de résidence, et les champs alentour ( 35,2.)
- Interdiction d'exécuter le meurtrier avant de l'avoir déféré aux tribunaux ( 35,12)
- Le tribunal a pour obligation de reléguer le meurtrier accidentel de sa ville dans une des villes de refuge ( 35,25.)
- Il est interdit à un témoin dans une affaire criminelle d'émettre un avis quelconque ( 35,30.)
- Il est interdit d'accepter une rançon pour la vie d'un meurtrier qui mérite la mort ( 35,31.)
- Il est interdit d'accepter une rançon pour dispenser un meurtrier par inadvertance d'être exilé dans une ville de refuge ( 35,32.)

## Haftara
La haftara est une portion des livres des Neviim ("Les Prophètes") qui est lue publiquement à la synagogue après la lecture de la Torah. Elle présente généralement un lien thématique avec la parasha qui l'a précédée.
La haftara de la parashat Massei est:
- pour les ashkénazes:  2,4–28 & 3:4.
- pour les sépharades:  2,4–28 & 4:1–2.

Lorsque la parashat Massei est combinée avec la parashat Matot, on lit la haftara de Massei.
Lorsque la parashat Massei coïncide avec le Shabbat Rosh Hodesh (sabbath de la néoménie -- comme c'est le cas en 2008), on ajoute Isaïe 66:1 & 66:23 à la haftara.